# 愛的曝光
《愛的曝光》（又譯「愛的曝光」）是根據日本導演園子溫在2008年所撰寫的小說所改編的電影，西島隆弘主演。2009年1月31日在日本上映。在第59屆柏林影展上獲得費比西獎和卡里加里獎。
此片被日本《電影藝術》雜誌評選為年度十大佳片第一位、《電影旬報》雜誌年度十大佳片第四位。西島隆弘和滿島光分別獲得第83回電影旬報十佳獎最佳新進男演員及女配角獎、每日電影獎新人獎，安藤櫻則獲橫濱電影節最佳女配角獎，導演園子溫亦獲得每日電影獎最佳導演獎等該年度各電影獎項。

## 概要
原案取材自真實事件，「偷拍」的慣犯主角靈感來自於導演園子溫的一位友人。全片三個主要角色悠（西島隆弘 飾）、洋子（滿島光 飾）和小池（安藤櫻 飾）皆為自小缺乏父愛有著心理缺陷的人物。故事圍繞偷拍、暴力、女同性戀、邪教組織等議題。
全片長達近四小時（影片初剪版本有六個半小時），在日本上映時罕見的有中場休息時間，並因片長而影響上映的排片量。

## 劇情
乖巧的男高中生本田悠（西島隆弘 飾）生長在天主教家庭。母親早逝，悠和其後擔任神父的父親本田哲（渡部篤郎 飾）兩人相依為命，感情深厚。已故的母親常對悠說，「將來找個像瑪莉亞的女孩子度過幸福一生」，悠將這句話謹記在心。
母親過世數年後，一名性格奔放的女子香織（渡邊真起子 飾）前來教堂聽神父本田哲講道，因而愛上哲。起初囿於神職人員身分的哲並不接受香織的愛，但在日久生情與香織的死纏爛打之下愛上了香織。但三人過著快樂生活的日子好景不常，香織因無法和身為神父的哲結婚而離開去另尋新歡。哲在受到打擊之下，性格起了巨大變化，心如死水。原本與兒子悠關係良好的哲，亦與悠產生疏離感，甚至每天病態性的強迫原本性格內向乖巧的悠來教堂告解室「懺悔」，悠強烈感受到父親的變化和忽視，因而開始蓄意「犯罪」欲引起父親的關心。
於是悠加入不良少年集團，又跟盜攝專家苦學偷拍女生裙底風光。在某次犯案後，被勃然大怒的哲痛打。此前被哲忽視的悠，終於體會到被父愛圍繞的存在感而開心不已，於是變本加厲的繼續偷拍。
某天，因打賭輸給偷拍集團友人的悠，為了履行懲罰遊戲而男扮女裝走在街上。偶然間，看見一場鬥毆。一名高中女學生洋子（滿島光 飾）單挑一大群混混。洋子的樣貌瞬間和悠心中日思夜想的「瑪莉亞」樣子重疊，悠因而愛上洋子。在洋子撂倒幾名混混之後，悠也出手幫助洋子對抗混混。在鬥毆之中注意到了悠的洋子，亦對女裝打扮的悠一見鍾情。離開時，身著女裝的悠謊稱自己叫「蠍（Sasori）」，洋子將此名深深記在腦中。洋子回家後，第一次有了「心動」的感覺。
洋子轉學，恰好轉入悠的班級。悠發現轉學生竟是心中的「瑪莉亞」，內心激動不已，甚至在課堂上起了生理反應。瞥見這一幕的洋子對悠感到十分厭惡。
幾日後，已離開哲的香織回心轉意，和哲重逢。哲重新接受香織，並希望能和香織在一起生活，亦打算辭掉神父的職務與香織結婚。某次，哲邀請香織一同和悠到餐廳吃飯。當天，悠到了餐廳後，才驚訝的發現香織身旁的女子竟是洋子。原來遭受生父家暴的洋子離開父親之後，選擇和與生父離婚的繼母香織一同生活。而洋子也因此而得知繼母的再婚對象竟是討厭的班上同學本田悠的父親。在沮喪之下，洋子到餐廳廁所偷偷打電話向心儀的Sasori哭訴；而不想暴露自己其實是Sasori的悠則到廁所接電話並安慰洋子，並繼續扮演Sasori。在Sasori的安慰後，洋子答應和母親與本田家一起過四人生活。
另一方面，某個擁有龐大會員數量的新興神祕邪教組織「Zero教」看上了悠的偷拍及犯罪技術，欲吸收悠進入組織擔任幹部。Zero教重要幹部之一、曾閹掉性侵自己的父親的少女小池（安藤櫻 飾）跟蹤悠時發現了悠對洋子的愛意、以及洋子對悠的女裝身分Sasori的仰慕，於是Zero教布樁讓小池轉學進入兩人的班級，小池設局讓教徒假冒小混混來班上對Sasori尋仇再自己挺身擊敗他們，因此而深信Sasori的真面目是小池的洋子對於終於能和仰慕的人在一起而開心不已，兩人發生了超越同性的感情。
小池和洋子熟稔之後，逐漸打入本田家。其後，小池來本田家作客時，悠發現原來小池冒充了自己Sasori的身分。悠的父親因教會不准他辭職，和同居人香織的關係又趨緊張；小池又在學校散布悠偷拍的照片，讓悠被退學並離家出走。小池利用這些家庭危機，成功洗腦悠的三名家人而將他們帶進組織。小池等人以與洋子團聚為餌，迫使悠加入組織相關的成人片製作公司，產出多部熱門偷拍影片。悠尋求天主教會協助解救家人，但天主教會卻說無能為力。後來悠的偷拍伙伴偶然發現洋子的行蹤，獲報的悠與他們一起綁架洋子，悠將她和自己一起關在海邊的廢棄小巴以防其再回邪教，但他無法成功說服已被洗腦的洋子，洋子反而用部分《聖經》哥林多前書13章關於愛的真諦的內容來訓斥悠。數日後他們被組織的人找到，小池等人以去勢為要脅強迫悠入教，洋子也回到組織。
在組織中悠佯裝虔誠，終於打聽到洋子的下落，於是悠以Sasori的裝扮，並帶著武士刀和在成人片公司活動中認識的人所製作之炸彈混入組織總部。雖然悠的到來在小池的意料之內，但混亂中悠手刃組織數人，最後發現自己的家人和洋子已過著與自己完全不同的生活、並仍對組織百般維護，絕望的悠遂引爆放置在附近的炸彈，然後悠勒住小池的脖子，洋子見狀就撲倒悠並反而勒住他的脖子。悠沒有反抗還吃力地對洋子訴說自己的愛，並流下紅色的眼淚，直到小池砸碎悠帶來的瑪莉亞雕像，悠才掙脫洋子的手。此時趕到的警方架住了悠，他開始對執迷不悟的家人瘋言瘋語，目睹一切的小池一邊詭異地笑著說「繼續崩壞吧」、一邊拾起武士刀自盡。
Zero教在隨後的警方調查中瓦解。心神喪失的悠在精神病院療養，日日穿著Sasori的衣服，而本田哲和香織在中繼機構逐漸恢復正常，洋子則被新的家庭收養，生活開始步上正軌。看到悠的偷拍作品、又和新家庭成員閒聊讓洋子想到悠的紅色眼淚及其為自己所做的一切，洋子遂前往精神病院探望悠，看到仍身著Sasori裝扮的悠，此時的洋子終於體會到悠對自己的真心，忍不住淚如雨下，並崩潰地不顧院方阻止而試圖喚醒已瘋瘋顛顛的悠——就像當初悠試圖喚醒被邪教洗腦的自己。當洋子被警衛帶走後，大受刺激的悠逐漸憶起一切，接著突然發現自己又勃起了，他於是掙脫院方人員的包圍而追趕警車，洋子見狀從後座勒住駕駛而使警車煞停，趕到的悠打破車窗，兩人的手緊緊地抓在了一起。

## 主要角色
- 本田悠：西島隆弘
- 尾澤洋子：滿島光
- 小池：安藤櫻
- 香織：渡邊真起子
- 本田哲：渡部篤郎
- タカヒロ：尾上寬之（日语：尾上寛之）
- ユウジ：清水優（日语：清水優）
- 前輩：永岡佑（日语：永岡佑）
- クミ：廣澤草
- ケイコ：玄覺悠子（日语：玄覺悠子）
- BUKKAKE社的社長：岩了
- 暴走族幹部：綾野剛
- 店員：深水元基（日语：深水元基）
- 救濟會神父：吹越滿

## 音樂
- 主題曲（插曲）：〈空洞です〉/ゆらゆら帝國
- 插曲：

〈美しい〉、〈つぎの夜へ〉/ゆらゆら帝國
〈燈火〉、〈Free Dee〉、〈Theme of Sante Marta〉
〈Free Dee / Dicky Curve & Right Chan Mix〉/原田智英

## 獎項

### 獲獎
柏林影展
- 卡里加里獎
- 費比西獎

蒙特婁泛亞/奇幻國際電影節
- 最佳亞洲電影
- 最具創新電影
- 最佳女演員：滿島光
- 特別獎：園子溫

報知電影獎
- 最佳新人：滿島光

電影旬報獎
- 最佳新進男演員：西島隆弘
- 最佳女配角：滿島光

每日電影獎
- 最佳導演：園子溫
- 最佳新人：西島隆弘、滿島光

橫濱電影節
- 最佳新人：滿島光
- 最佳女配角：安藤櫻

日本電影影評大獎
- 最佳新人：滿島光

年度十佳電影
- 《電影藝術（日语：映画芸術）》雜誌年度十大佳片第一位
- 《電影旬報》雜誌年度十大佳片第四位

### 提名
澳洲亞太電影獎
- 最佳導演：園子溫

第4屆亞洲電影大獎
- 最佳導演：園子溫

## 外部連結
- Metacritic上《愛的曝光》的資料（英文）
- 互联网电影数据库（IMDb）上《愛的曝光》的资料（英文）
- 爛番茄上《愛的曝光》的資料（英文）
- 豆瓣电影上《愛的曝光》的資料 （简体中文）